# Julius Möllendorf
Julius Möllendorf (* 25. September 1821 in Kyritz; † 29. Januar 1895 in Potsdam) war ein deutscher Militärmusiker und Komponist.

## Werdegang
Möllendorf diente als königlich preußischer Beamter, beginnend als Gerichtsreferendar im oberschlesischen Leobschütz und zuletzt als Amtsgerichtsrat in Potsdam.
Besondere Bekanntheit erlangte er durch seinen 1846 komponierten Parademarsch Nr.1 (nach dem Komponisten auch als Möllendorfer Parademarsch Nr. 1 bezeichnet). Dieser war der Präsentiermarsch des 1. Württembergischen Ulanenregiments „König Karl“ in Ulm, des 1. Bayerischen Ulanen-Regiments „Kaiser Wilhelm II.“ in Bamberg sowie des Schleswig-Holsteinischen Ulanen-Regiments Nr. 15 in Saarburg. Des Weiteren war es der Parademarsch im Schritt des 2. Pommerschen Ulanen-Regiments Nr. 9 in Demmin und des 1. Garde-Ulanen-Regiments in Potsdam.
Der Parademarsch Nr.1 wurde unter den Nummern AM I, 32 bzw. AM III, 51 auch in die Königlich Preußische Armeemarsch-Sammlung, dem Katalogwerk der deutschen militärischen Marschmusik, aufgenommen. Der Parademarsch Nr. 2 mit der Nummer AM III, 52 war unter anderem Parademarsch des Feldartillerie-Regiments von Clausewitz (1. Oberschlesisches) Nr. 21 in Neiße (Schlesien).
Der Musikmeister Heinrich Saro, später Nachfolger von Wilhelm Wieprecht als Militärmusikinspizient, vom Grenadier-Rgt. 11 aus Breslau nahm das Arrangement vor. Eine besondere Rolle spielte der Parademarsch Nr. 1 in dem Film Triumph des Willens von Leni Riefenstahl über den Reichsparteitag der NSDAP von 1934. Hier förderten neben dem Marschtakt besonders die melodischen Elemente des Marsches die Suggestion von Harmonie im Aufmarsch von SA und SS.
Für die Bundeswehr legte Wilhelm Stephan eine neue Sammlung an, in die der Parademarsch Nr.1 ebenfalls Eingang fand.
2009 erklang der Parademarsch Nr.1 auch bei Trooping the Colour.